# Cariri do Tocantins
Cariri do Tocantins är en kommun i Brasilien.   Den ligger i delstaten Tocantins, i den centrala delen av landet, 400 km norr om huvudstaden Brasília. Antalet invånare är 3 754.
Omgivningarna runt Cariri do Tocantins är huvudsakligen savann. Runt Cariri do Tocantins är det mycket glesbefolkat, med 2 invånare per kvadratkilometer.